# التطور الإقليمي لبولندا

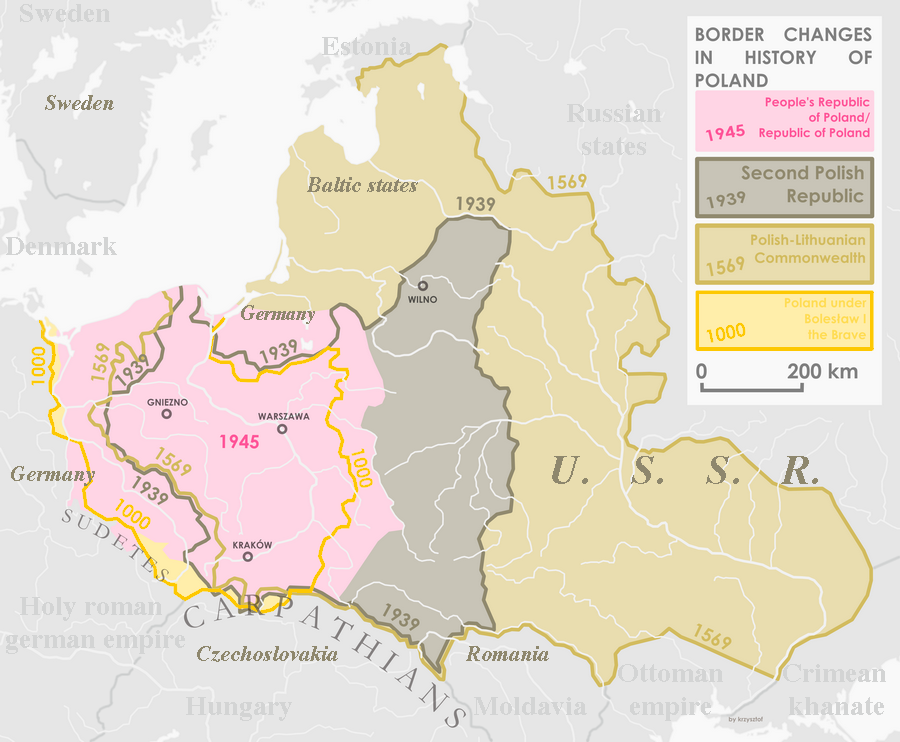
التغيرات الحدودية في تاريخ بولندا

تقع بولندا في وسط أوروبا، تحدها من الغرب ألمانيا ومن الجنوب جمهورية التشيك وسلوفاكيا ومن الشرق أوكرانيا وبيلاروسيا وليتوانيا، وبحر البلطيق وأبلاست كالينينغرادسكايا، حبيسة روسية، من الشمال. تبلغ المساحة الإجمالية لبولندا 312,679 كيلومتر مربع (120,726 ميل مربع) مما يجعلها في المرتبة ال69 كأكبر دولة في العالم وتاسع أكبر دولة في أوروبا.
من مركز يقع بين نهري أودرا وفيستولا في سهل شمال وسط أوروبا، توسعت بولندا في أكبر نطاق لها حتى بحر البلطيق ودنيبر والبحر الأسود والكاربات، في حين أنها تقلصت في فترات الضعف بشكل كبير أو حتى لم تعد موجودة.

## التاريخ الإقليمي
في عام 1492، غطت أراضي بولندا وليتوانيا، دون احتساب إقطاعات مازوفيا ومولدافيا وبروسيا الشرقية، 1,115,000 كيلومتر مربع (431 ألف ميل مربع) مما جعلها أكبر إقليم في أوروبا، وبحلول عام 1793 تقلصت إلى 215 ألف كيلومتر مربع (83 ألف ميل مربع)، وهو نفس حجم بريطانيا العظمى، وفي عام 1795 تلاشت تمامًا. غطت الجمهورية البولندية الثانية، التجسيد الأول لبولندا في القرن العشرين، 389,720 كيلومتر مربع (150,470 ميل مربع)  في حين غطت بولندا المتجهة غربًا، منذ عام 1945، 312,677 كيلومتر مربع (120,725  ميل مربع). البولنديون هم الأكثر عددًا من السلاف الغربيين ويعيشون في ما يعتقد البعض أنه الموطن الأصلي للشعوب السلافية. وفي الوقت الذي هاجرت فيه جماعات أخرى، بقيت قبيلة بولاني في الموقع الأصلي على امتداد نهر فيستولا، من منابع النهر حتى مصبه في بحر البلطيق. ليس ثمة دولة أوروبية أخرى تتمركز إلى ذلك الحد على نهر واحد. غالبًا ما يعرَّف إقامة دولة بولندية بتبني المسيحية من قبل ميشكو الأول في عام 966 م، حين كانت الدولة تغطي أراض مطابقة لتلك الموجودة في بولندا يومنا هذا. في عام 1025 م باتت بولندا مملكة. وفي عام 1569، عززت بولندا علاقات طويلة الأمد مع دوقية ليتوانيا الكبرى من خلال التوقيع على اتحاد لوبلين، مشكّلة الكومنولث البولندي الليتواني. كان الكومنولث البولندي الليتواني أحد أكبر البلدان وأكثرها اكتظاظًا بالسكان في أوروبا خلال القرنين السادس عشر والسابع عشر.
كان للكومنولث البولندي الليتواني العديد من الخصائص التي منحته فرادة بين دول تلك الحقبة. تميز النظام السياسي للكومنولث، الذي غالبًا ما أُطلق عليه ديمقراطية نوبل أو الحرية الذهبية، بتقليص القوانين والسلطة التشريعية (سيجم)، اللذين كانا تحت سيطرة طبقة النبلاء (شلختا)، لسلطة الحاكم. كان هذا النظام مؤشرًا إلى المفاهيم الحديثة للديمقراطية الأوسع والملكية الدستورية. كانت الدولتان المتكونتان من الكومنولث متساويتين رسميًا، على الرغم من أن بولندا كانت في الواقع شريكًا مهيمنًا في الاتحاد. تميز سكانها بمستوى عال من التنوع العرقي والمذهبي، ولوحظ لدى الدولة تسامح ديني غير معتاد بالنسبة لسنها، على الرغم من اختلاف درجة التسامح بمرور الوقت.
في أواخر القرن الثامن عشر، بدأ الكومنولث البولندي الليتواني بالانهيار. وتفكك الكومنولث من قبل الدول المجاورة له. في عام 1795، قُسمت أراضي بولندا بالكامل بين مملكة بروسيا والإمبراطورية الروسية والنمسا. استعادت بولندا استقلالها باسم الجمهورية البولندية الثانية في عام 1918 في أعقاب الحرب العالمية الأولى، إلا أنها فقدت ذلك الاستقلال في الحرب العالمية الثانية إثر احتلالها من قبل ألمانيا النازية والاتحاد السوفييتي. فقدت بولندا أكثر من ستة ملايين مواطن في الحرب العالمية الثانية، وظهرت بعد عدة سنوات باسم جمهورية بولندا الشعبية الاشتراكية داخل الكتلة الشرقية، في ظل النفوذ القوي للاتحاد السوفييتي.
خلال ثورات عام 1989، أطيح بالحكم الشيوعي وباتت بولندا تُعرف دستوريًا ب«الجمهورية البولندية الثالثة». بولندا دولة مركزية تتألف من 16 محافظة. وهي عضو في الاتحاد الأوروبي وحلف شمال الأطلسي ومنظمة التعاون الاقتصادي والتنمية.
يزيد عدد سكان بولندا حاليًا عن 38 مليون نسمة، مما يجعلها في المرتبة الرابعة والثلاثين من ناحية عدد السكان في العالم وواحدة من أكثر الدول الأعضاء في الاتحاد الأوروبي من ناحية الكثافة السكانية.

## التسلسل الزمني الإقليمي
في الفترة التي أعقبت ظهور بولندا في القرن العاشر، كانت الأمة البولندية تحت قيادة سلسلة من حكام سلالة بياست، الذين جعلوا بولندا تعتنق المسيحية وأنشأوا دولة كبيرة في وسط أوروبا، ودمجوا بولندا في الثقافة الأوروبية. تسبب الأعداء الأجانب الجبابرة والتشرذم الداخلي بتآكل هذا الهيكل الأولي في القرن الثالث عشر، إلا أن الدمج الذي وقع في القرن الرابع عشر وضع الأساس للمملكة البولندية.
حكمت السلالة الجوغايلية (1385 – 1569) الاتحاد الليتواني البولندي بدايةً بالدوق الليتواني الأكبر جوغايلا. أسس اتحاد لوبلين في عام 1569 الكومنولث البولندي الليتواني كلاعب مؤثر في السياسة الأوروبية وككيان ثقافي حيوي.

### دوقية بروسيا
في عام 1525، وخلال الإصلاح البروتستانتي، علمَن ألبرت، السيد الأكبر لفرسان تيوتون، الأراضي البروسية التابعة للجماعة، ليصبح بذلك ألبرت دوق بروسيا. تأسست دوقية بروسيا، التي كانت عاصمتها كونيجسبيرغ، كإقطاعة للتاج البولندي.

### دوقية كورلاند وسيميغاليا
كانت دوقية كورلاند وسيميغاليا دولة تابعة لتاج المملكة البولندية منذ عام 1569 حتى عام 1726، ودُمجت في عام 1726 في الكومنولث البولندي الليتواني. في عام 1561، وخلال الحروب الليفونية، تفككت تيرا ماريانا وحُلت الجماعة الليفونية، التي كانت جماعة من الفرسان الجرمان. بموجب معاهدة فيلنيوس، جرى التنازل عن الجزء الجنوبي من إستونيا والجزء الشمالي من لاتفيا لدوقية ليتوانيا الكبرى ودُمج ضمن دوقية ألتراديونينسيس.

## مملكة بولندا حتى عام 1385
التغيرات الإقليمية قبل مملكة بولندا (1025 – 1385) وخلالها، والتي انتهت باتحاد كريفو.

### 992
كان ميشكو الأول الحاكم التاريخي الأول للدولة البولندية المستقلة الأولى المسجلة تاريخيًا، أي دوقية بولندا. كان مسؤولًا عن إدخال المسيحية وانتشارها في وقت لاحق في بولندا. خلال حكمه المديد، أضيفت مؤقتًا إلى أراضيه وضمن دولة بولندية واحدة، التي سرعان ما ستنال استقلالها مجددًا، معظم الأراضي التي كانت تسكنها القبائل البولندية وغيرها من الجماعات السلافية الغربية. كانت آخر غزواته سيليزيا وبولندا الصغرى التي دُمجت في وقت ما قبل عام 990.

### 1025
خلال عهد بوليسلاف الأول شروبري، شهدت العلاقات بين بولندا والإمبراطورية الرومانية المقدسة تدهورًا أفضى إلى سلسلة من الحروب (منذ عام 1002 حتى عام 1005 ومنذ عام 1007 حتى عام 1013 ومنذ عام 1015 حتى عام 1018). تدخل بوليسلاف عسكريًا في صراعات السلالات التشيكية منذ عام 1003-1004. وبعد طرد قواته من بوهيميا عام 1018، احتفظ بوليسلاف بمورافيا. في عام 1013، حدثت زيجتان بين ميشكو نجل بوليسلاف وريتشيزا من لوثارينجيا، ابنة أخ الإمبراطور أوتو الثالث والأم المستقبلية لكاسيمير الأول. انتهت الصراعات مع ألمانيا في عام 1018 باتفاق سلام باوتزن، بشروط مواتية لبوليسلاف. في سياق تدخله في أزمة خلافة الحكم في كييف عام 1018، استولى بوليسلاف على الجزء الغربي من روثينيا الحمراء. وفي عام 1025، قبل وفاته بمدة قصيرة، تمكن بوليسلاف أخيرًا من الحصول على الإذن البابوي ليعين نفسه ملكًا، وبذلك أصبح أول ملوك بولندا.

### 1050
انهارت أول ملكية في بياست بعد وفاة ابن بوليسلاف، الملك ميشكو الثاني، عام 1034. مع حرمانها من أي حكومة، دُمرت بولندا إثر تمرد وثني مناهض للإقطاع، وفي عام 1039 من قبل قوات بريتيسلاف ملك بوهيميا. تكبدت البلاد خسائر في أراضيها وتعطل عمل أبرشية جنيزيو.